# Опасная тропа (Коты-Воители)
«Опасная тропа» (англ. A Dangerous Path) — роман в жанре фэнтези из серии «Коты-Воители», написанный Черит Болдри под коллективным псевдонимом Эрин Хантер и изданный в июне 2004 года. Пятая книга в цикле «Начало пророчеств».

## Аннотация
Новая страшная опасность пришла в лес, едва успевший оправиться после пожара. Стая свирепых бродячих псов находит тайное прибежище на территории Грозового племени. Звёздные предки посылают пророчество о притаившемся в лесу зле, но никто из Грозовых котов не может правильно истолковать его. Огнегрив спасает своё племя и изгоняет собак, но Синяя Звезда погибает в битве со сворой.

## Сюжет
Коготь, а ныне Звездоцап, становится предводителем племени Теней, и никто не знает о его предательстве. Возвышение Звездоцапа еще больше ранит разум Синей Звезды. Тем временем у Лунного камня Пепелица получает пугающее знамение: страшные голоса повторяют слова «Свора, свора, убей, убей!». Однако Огнегрив, занятый повседневными заботами, обращает мало внимания на предупреждение.
Он наблюдает за сыном Звездоцапа и пытается подавить в себе недоверие к нему. Другой котёнок, сын Горностайки Снежок, ведет себя очень странно, и Бурый уговаривает глашатая поговорить о нем с Пепелицей. Огнегрив хочет произвести в воины старших оруженосцев, но Синяя Звезда не доверяет их наставникам и разрешает провести церемонию только Белышу — оруженосцу Огнегрива. Тот в смятении откладывает посвящение.
Огнегрив провожает Пепелицу на встречу с другими целителями и узнает, что Пёрышко стал учеником Мокроуса, а Ночная Звезда так и не получил от предков дара девяти жизней, поэтому так быстро умер.
Огнегрив и Песчаная Буря направляются к реке и встречают там Крутобока, который предупреждает друга о том, что в Речное племя приходил Звездоцап и долго разговаривал с Оцелоткой, Речной глашатаей. Вдруг к ним подбегает Невидимка: она ищет старую Лужицу, и остальные соглашаются ей помочь и разделяются. Огнегрив видит, как Лужица бредет по мосту Двуногих. Он наблюдает за ней и замечает Звездоцапа. Сначала Лужица принимает его за Жёлудя и говорит ему о неких котятах, принесенных Жёлудем из Грозового племени. Потом она узнает Звездоцапа, в страхе отшатывается от него и срывается вниз. Кошка ударяется о камень и умирает. Чтобы сохранить тайну Лужицы, Огнегрив не рассказывает об истинной причине ее смерти.
Вернувшись в лагерь, он видит, как Пепелица проверяет Снежка. Целительница объявляет, что котёнок — глухой и не сможет стать воином, но Горностайка сама хочет обучать его. Вскоре на лагерь нападает ястреб и уносит ее котёнка, не заметившего вовремя опасности. Вне себя от горя, Горностайка отправляется в палатку старейшин, так как больше у неё не будет котят.
Коты начинают находить на своей территории собачьи следы и останки кроликов, но Синяя Звезда считает, что это племя Ветра охотится на их земле, и на Совете обвиняет Звёздного Луча в этом, чем вызывает бурю негодования. Позже Огнегрив идет на территорию племени Ветра, чтобы попробовать помириться с соседями. Звёздный Луч соглашается на последние переговоры. Но чтобы уговорить на это Синюю Звезду, коты придумывают послать Горелого. Чёрный одиночка приходит в племя посланником и убеждает предводительницу в необходимости последней попытки решить дело миром. Война предотвращена, но Синяя Звезда перестает доверять даже Огнегриву, считая, что он предал ее.
В один день предводительница ведет пограничный патруль вдоль границы с Речным племенем и натыкается на отряд Речного племени, которые заявляют свои права на Нагретые Камни. Завязывается сражение, во время которого Огнегрив, чтобы защитить Синюю Звезду от Невидимки и Камня, признается им, что она их мать. В этот момент на него набрасывается Пятнистая Звезда, но Крутобок спасает его, за что Речная предводительница изгоняет его из Речного племени. Синяя Звезда, безучастная к происходящему, разрешает ему вернуться в Грозовое племя.
После этой битвы предводительница посвящает в воины отличившегося Белыша и нарекает его Белохвостом. Но она отказывается посвятить Быстролапа, потому что тот бегал за помощью и не участвовал в сражении. Чтобы доказать готовность стать воином, Быстролап подговаривает ученицу Веснянку отправиться на Змеиную горку и разведать, что за лихо такое поселилось там, над которым Грозовое племя уже давно ломает голову. Огнегрив с патрулем бросается за ними, но слишком поздно: они находят двух оруженосцев в луже крови. Быстролап мертв, а Веснянка жутко изуродована и еле дышит. Пепелица выхаживает кошечку, а Синяя Звезда производит ее в воительницы, но дает ей страшное имя — Безликая. Кошка выживает, однако эмоциональное потрясение так велико, что она даже не может рассказать, кто напал на нее и Быстролапа, всё время твердя: «Свора, свора, убей, убей!».
Огнегрив берет себе в ученики Ежевичку, чтобы присматривать за сыном Звездоцапа. Когда новые оруженосцы знакомятся с территорией Грозового племени, Огнегрив решает рассказать им правду о Звездоцапе. Ежевичка очень болезненно воспринимает его слова и понимает, что ему придется доказывать племени свою преданность.
Долгохвост пытается рассказать Огнегриву о лихе, поселившемся у Змеиной горки, но глашатай не сразу прислушивается к нему. Однако потом он узнает, что там поселилась свора собак, которую подкармливает Звездоцап. На следующее утро Огнегрив ведет патруль к этому месту и замечает, что весь путь их преследует запах крольчатины. Коты понимают, что Звездоцап выложил псам цепочку из кроличьих тушек, ведущую к лагерю Грозового племени. Патруль быстро убирает мертвых кроликов, надеясь задержать собак, но запах остается. У лагеря они находят убитую Звездоцапом Чернобурку. Чтобы отвести собак от лагеря, они продолжают след, заманивая собой свору к Нагретым Камням. Там Огнегрив сталкивается со Звездоцапом, который не позволяет ему убежать от псов. Неожиданно появляется Синяя Звезда и сбивает собачьего вожака с обрыва в реку, но и сама падает туда.
Огнегрив ныряет за ней. Внезапно на помощь ему приходят Невидимка и Камень. Они вытаскивают предводительницу из воды, где она умирает, получив прощение своих детей.

## Отзывы
Книга «Опасная тропа» была встречена положительно. Обзор BookLoons похвалил растущее напряжение в книге. Booklist назвал книгу захватывающей и похвалил ее быстрый темп написания: «Хантер поддерживает устоявшиеся характеристики своих разумных кошек, которые все еще сохраняют свою кошачью натуру. С неотразимой интригой и быстрыми действиями, это одна из самых захватывающих книг в серии». В рецензии на «Бушующая стихия» и «Опасная тропа» рецензент Horn Book похвалила персонажей за сложность.

## История публикации
Книга была впервые опубликована в США в твёрдом переплёте 1 июня 2004 года издательством HarperCollins.
Затем он был опубликован в мягкой обложке 24 мая 2005 года и в электронной книге 13 октября 2009 года. Книга была также опубликована в Великобритании в мягкой обложке 2 апреля 2007 года и в Канаде в твердом переплете 20 мая 2004 года. Книга также издана на иностранных языках, таких как немецкий, японский, французский, русский и корейский. Китайская версия была опубликована 31 декабря 2008 года и упакована вместе с трехмерной торговой карточкой Звездоцапа.